# Union des Églises évangéliques arméniennes d'Amérique du Nord
L'Union des Églises évangéliques arméniennes d'Amérique du Nord ou Union évangélique arménienne d'Amérique du Nord (en anglais : Armenian Evangelical Union of North America) est une association chrétienne évangélique, issue de la diaspora arménienne présente en Amérique du Nord (États-Unis, Canada) et au Brésil. Elle est issue du mouvement missionnaire qui donna naissance à l'Église évangélique arménienne au XIXe siècle.

## Histoire
L'UEEAAN est née de la fusion à Détroit (Michigan) en octobre 1971 de deux unions locales, l'Union évangélique arménienne des États de l'Est et du Canada (Armenian Evangelical Union of Eastern States and Canada) fondée en 1901 et l'Union évangélique arménienne de Californie (Armenian Evangelical Union of California) fondée en 1908.